# Dingir
Dingir je znak klínového písma obvykle užívaný jako determinativ pro božstvo. Jakožto deterninativ se nevyslovuje a obvykle se přepisuje jako D v horním indexu před jménem boha, např. DInanna.
V sumerštině klínový znak  (unicode 𒀭) DINGIR umístěný samostatně (bez jména boha za sebou) znamená buď nebe, nebo je to ideogram pro Ana, nejvyšší božstvo sumerského panteonu. V Akkadštině je  AN, DINGIR buď ideogram pro božstvo nebo sylabogram pro an nebo ìl-. V chetitštině je slabičná hodnota znaku opět an.

Sumerský dingir
Akkadský dingir